# Playing for Time (película)
Playing for Time (conocida en español como Música para sobrevivir o Compás de espera) es una película de televisión de CBS de 1980, dirigida por Daniel Mann. Estuvo protagonizada por Vanessa Redgrave, quien ganó un Emmy por su interpretación.
Ambientada en el campo de concentración de Auschwitz y basada en la autobiografía de Fania Fénelon Sursis pour l’orchestre, retrata a las integrantes de la orquesta de mujeres de Auschwitz.
Esta fue la última película del director Daniel Mann. Algunas partes de la película fueron dirigidas por Joseph Sargent, pero solo Mann fue acreditado como director.

## Sinopsis
Fania Fénelon, una cantante y pianista judía francesa , es enviada junto con otros prisioneros al campo de concentración de Auschwitz en un tren abarrotado durante la Segunda Guerra Mundial. Después de que les quiten sus pertenencias y ropa y les afeiten la cabeza, los prisioneros son procesados e ingresan al campo. Fénelon es reconocida como una música famosa y descubre que podrá evitar el trabajo manual duro y sobrevivir más tiempo si se convierte en miembro de la orquesta femenina de la prisión, la Orquesta de Mujeres de Auschwitz.

## Reparto
- Vanessa Redgrave - Fania Fénelon
- Jane Alexander - Alma Rosé
- Maud Adams - Mala Zimetbaum
- Christine Baranski - Olga
- Robin Bartlett - Etalina
- Marisa Berenson - Elzvieta
- Verna Bloom - Paulette
- Donna Haley - Katrina
- Lenore Harris - Charlotte
- Mady Kaplan - Varya
- Will Lee - Shmuel
- Anna Levine - Michou
- Shirley Knight - Maria Mandel
- Viveca Lindfors - Frau Schmidt
- Max Wright - Josef Mengele
- Melanie Mayron - Marianne
- Marcell Rosenblatt - Giselle
- Martha Schlamme - mujer en el tren

## Premios
- Premios Emmy de 1981: Mejor actriz - Miniserie o telefilme para Vanessa Redgrave.